# アルミホイール

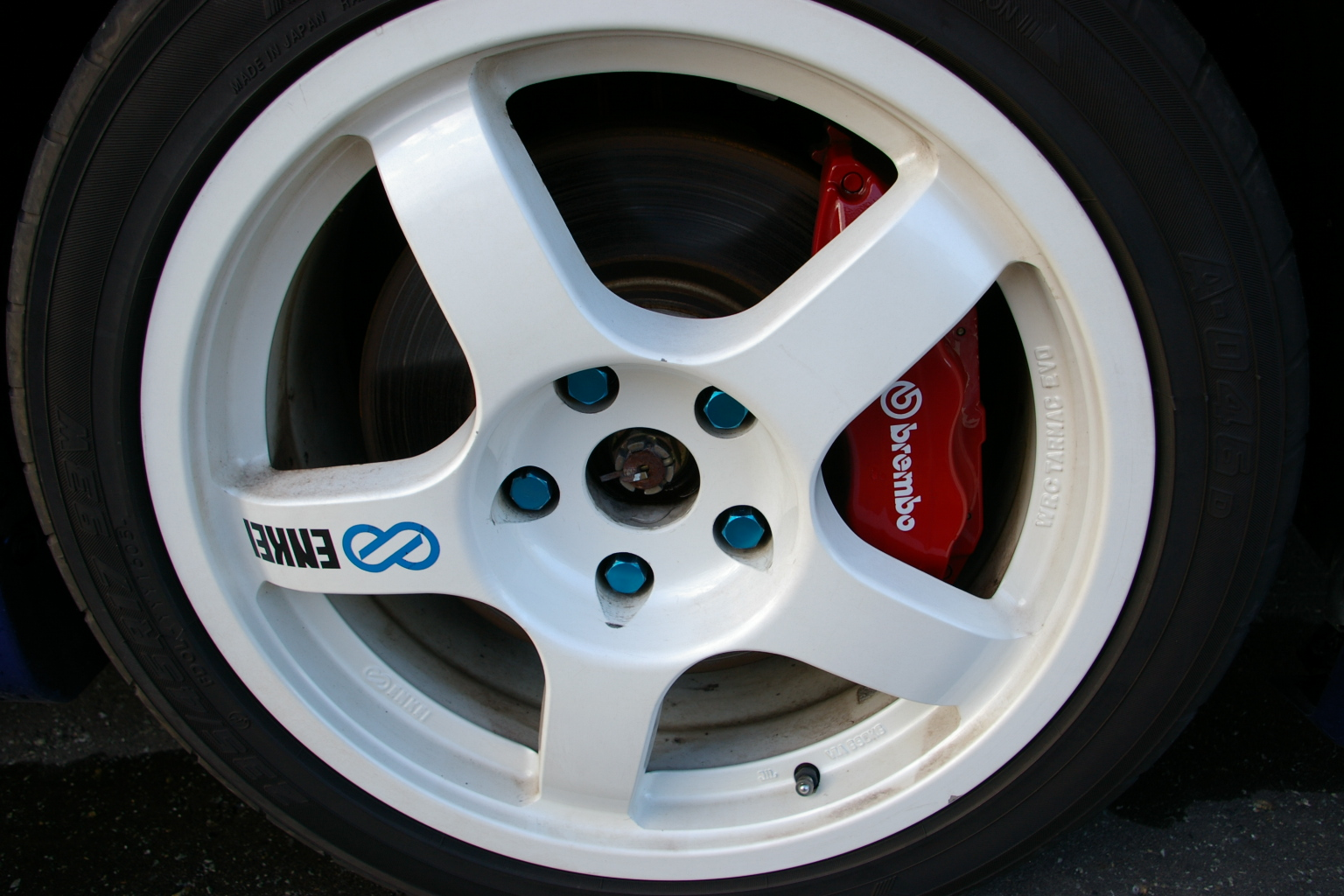
アルミホイールの一例
（エンケイ製）

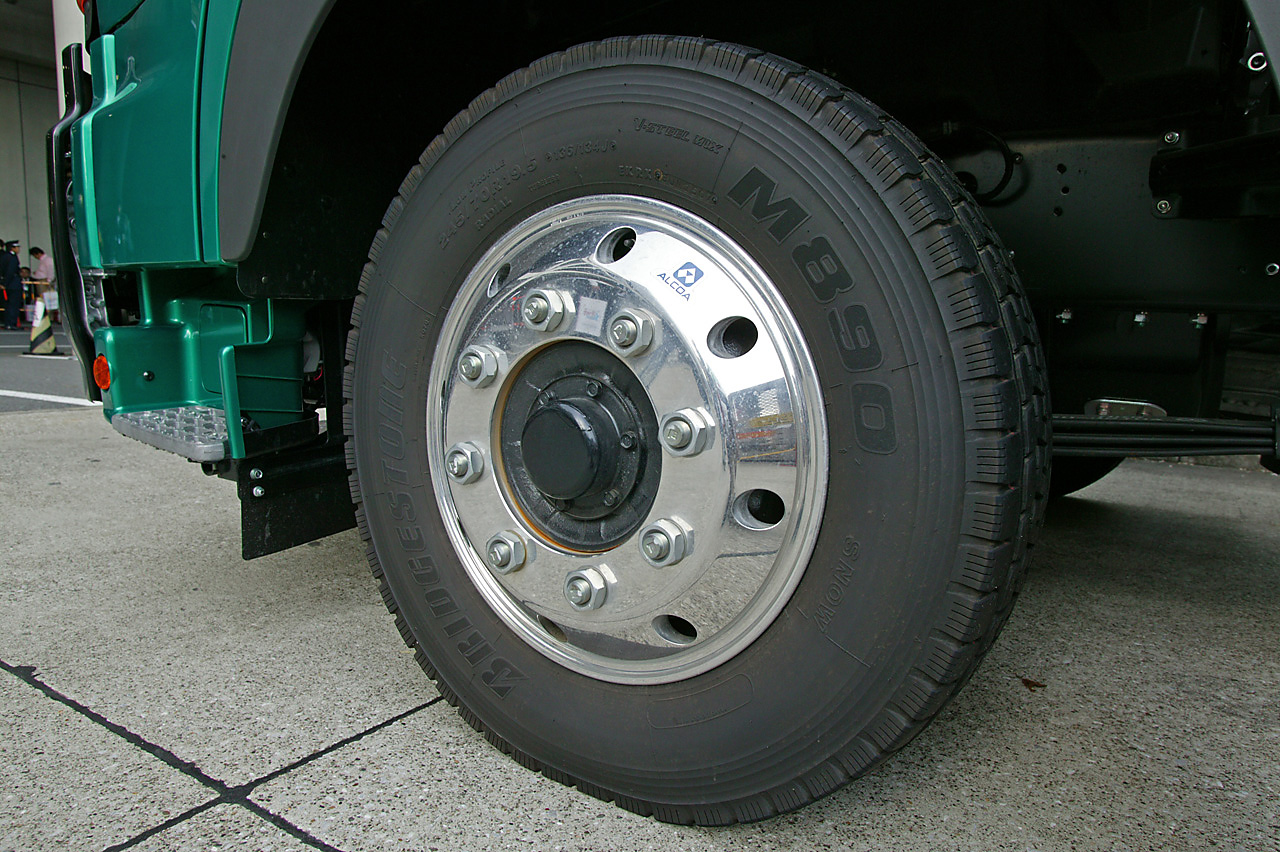
アルコア製バス、トラック用鍛造アロイホイール。

アルミホイール（英: Aluminum wheel）は、車輪の構成要素である、リム、スポーク、フランジのすべて、または大部分をアルミニウム合金を用いて製造した自動車の部品である。同様の物を英語ではalloy wheel(合金ホイールの意)と呼ばれており、日本では輸入車のカタログにアロイホイールと記載されている場合も有る。オートバイ用のものはマグネシウム合金などの他の素材も含めて「キャストホイール」と呼ばれることもある。

## 概要
自動車黎明期からのホイール主構成材である鋼に替え、より比強度に優れるアルミニウム合金を多用することで理論上鋼製と同強度で軽量に仕上げられる。これにより回転慣性重量（慣性モーメント）とジャイロ効果、「ばね下重量」（サスペンションのスプリングに荷重していない部分。ホイール、ブレーキ、サスペンションアームなどの合計質量）を低減し、加減速と操舵の反応、路面追従性が向上する。
しかし、アルミニウム合金は鋼よりも比強度が高いものの疲労限度がない（鋼は疲労限度がある）ことにより、応力を加え続ければ無限に強度低下を起こす。このため長期間の運用を前提とする乗用車へ適用する場合は、強度に相当な余裕をもって設計しなければならず、スチールホイールと比べて、重量による利点は思われているより小さい。自動車メーカー純正のアルミホイールなどは、安全率を大きくとっているためにスチールホイールより重いこともある。自動車メーカーがロードホイール素材にアルミニウム合金を用いる主な理由は、鋳造製法による多様な造形の容易さである。
このように短期間使用で更新を前提とする競技用や一部の高価格帯商品を除いて純正サイズでは重量による利点は小さいが、径が大きくなるにしたがって鋼製との重量差は次第に大きくなる。カー用品店等ではアルミホイール全般に軽量化のメリットがあるように謳っていることが多いが、インチアップしたホイールやタイヤの重量増のため実際には重くなることが多いので、注意が必要である。
他にも素材の特性として、スチールホイールとの比較では腐食しにくい点や、アルミニウムの熱伝導性の高さ・熱容量から、ブレーキの排熱（放熱）を効果的に行えるメリットもある。同時に、アルミホイールには車の外観をスタイリッシュにみせるという重要な役目もある。一方で、空力特性上からトヨタ・プリウス（4代目以前のモデル。ステーションワゴン版、ミニバン版のプリウスαを含む）およびトヨタ・SAIでは一部の仕様にアルミホイールにプラスチックの整流用ホイールカバーを付けている例もある。
構造はワンピース、ツーピース、スリーピースがあり、後者になるほど高価で軽量になる。製法には鋳造と鍛造があり、鍛造の方が軽量で強度が優れるが、高価である。デザインは軽量でブレーキの冷却に有利なスポークタイプ（メッシュタイプ、フィンタイプを含む）、平滑で空力特性が優れるが重くなるディッシュタイプの二者に大別される。過去オイルショックの時期は空力特性重視のディッシュタイプが流行し、その後の原油価格が安い時期はパフォーマンス重視のスポークタイプが流行したが、今後原油価格が高騰するにつれてディッシュタイプが復活すると予想されている。表面処理には切削加工＋塗装、塗装、メッキ処理の3種類がある。
日本においては1966年（昭和41年）に、遠州軽合金（現エンケイ）が初めて輸出用にアルミホイールの生産に成功した。

### 乗用車・軽貨物車用ホイール
市販乗用車用のアルミホイールは、主にドレスアップを目的として購入される製品である。同一車種でも下位～普及価格帯のグレードでは「スチールホイール＋ホイールキャップ（カバー）」が標準仕様となるものが、上位グレードでは「大径アルミホイール＋ロープロファイルタイヤ」の組み合わせとなる場合も多い。標準仕様のほか、ディーラーオプションとしてデザインやサイズを変えて多数用意されることは珍しくない。
機能を重視するスポーツカーでの採用だけでなく、軽自動車をはじめ一般に広く普及しており、自動車用品店ではアフターマーケットパーツとして、様々なデザインのものが数多く発売されている。
かつてよりスポーツカーユーザー向けの軽量ホイールは存在していたが、近年では燃費性能の向上のため軽量ホイールを採用する車種が増えており、アフターマーケットではブリヂストンのECOFORMEシリーズなど軽量化による性能向上を謳うホイールも登場しているほか、冬季に融雪剤を散布する寒冷地・積雪地向けとして、特に対腐食性に重きを置いているアルミホイールも存在する。
一般的な自動車でスチールホイールからアルミホイールに履き替える場合、自動車検査証上の用途が「乗用」でない車両（貨物・特種・幼児専用）の場合、車両総重量が3,500 kgを超えるか、最大積載量が500 kgを超える貨物自動車等は「トラック及びバス用軽合金製ディスクホイールの技術基準に適合したホイール（JWL-T規格）」が必要とされており、購入対象のアルミホイールが貨物自動車等に使用できるものかを確認する必要がある。それら以外の場合はJWL-T刻印のものが必要である。
平成26年2月の保安基準改正までは、貨物車等は一律JWL-Tが必要であったが、上記の通り緩和された。

### 大型自動車用ホイール
大型自動車では、数トン単位の自重及び積載重量を支えるタイヤおよびホイールも相対的に大きくなり、相当な重量となるため、軽量化のメリットが大きい。
22.5インチのアルコア製鍛造アロイホイールの場合、鉄製リング式ホイールに比べ、一輪当たりで約14.27 kgの軽量化となる。強度は約4倍で、スペアタイヤを含む11輪の軽量化は燃費を約3 %向上させる。。その他、ホイールバランスと真円度においても、リング式ホイールに勝る。
一般的な後2軸の大型貨物車に採用される295/80R22.5サイズのスチールホイールセット重量は1本あたり100 kgを超える場合があり、1台あたり約1 tがタイヤの重量である。このうちホイール重量は1本あたり約40 kgあり、これが同サイズのアルミホイールでは約24 kgとなり、1台で160 kg軽量化が可能となる。最大積載量や車両総重量、及び自動車重量税の決定上軽量化は有利であり、またレントゲン車や図書館車など特殊な用途の車両では運転免許上の制約を避ける事ができるケースもある。
これらに加え、路面追従性の向上による荷痛みの防止やエアサスペンションの性能向上、ブレーキ系統の冷却性能の向上、またタイヤ摩耗の延命にも期待が持てる。
大型観光バスでは乗り心地・車両美観向上及び重量軽減の観点から採用されるが、一般道しか走行しない路線バスやマイクロバスでは採用されるケースは少ない（オプションとして用意はされている）。
また、軽量化のメリットがさほど大きくない最大積載量4トン級以下の普通・小型貨物車では、アルミホイールが標準採用されるケースは少ないが、最大積載量を可能な限り多くとりたい場合や、美術品輸送車等に採用される場合がある。
なお、2010年（平成22年）発売の平成22年排出ガス規制（ポスト新長期規制）適合車種から、ホイールの規格がJISからISOに変更された。

### 超軽量ホイールのデメリット
軽いホイールは前出のアルミホイールのメリット同様、軽量化によるばね下重量の低減によって、運動性能の向上、ハンドリング性能の向上、路面追従性の向上や燃費の改善等が一般に期待できるものの、反面サスペンションの動きが活発化することにより、サスペンションのばね定数とダンピング特性を軽量ホイールに合わせて調整、または変更しないかぎり、乗り心地は悪化する場合がある。特にエアボリュームの少ない低扁平タイヤを装着した場合などに細かな振動を過剰に拾って素早い上下動をするようになり、サスペンションの動きが追いつかず乗り物酔いを招く。ホイールの減衰特性が大きく変化した場合はロードノイズ、パターンノイズも伝わりやすくなるため、静粛性も悪化する。
レース用などの超軽量ホイールでは耐久性や強度（特に衝撃や横軸からのモーメントに対する強度）が弱くなる点が挙げられる。よって、段差が多い一般路面には不向きとされる。

### 鏡面メッキされたホイールの危険性
近年、クロームメッキなどで極端に光を反射するように表面処理された一部のアルミホイールで、太陽光が収れんされて可燃物に照射されることで可燃物が発火し収れん火災やボヤに至る事例が報告されており、国民生活センターなどが凹面型のメッキホイールを履いた車両の周囲に新聞紙や可燃ゴミなどの可燃物を置かないように注意を呼び掛けている。

## 種類

### 鋳造ホイール
鋳造アルミホイールは、溶かしたアルミニウム合金を型に入れて冷やし、成型する。鍛造よりデザインの制約が少なく、形状設計時の自由度が高いことから、鋳造アルミホイールにはデザイン性の高いものが多い。その反面、十分な強度を保つために肉厚とする必要があり、スチールホイールと比較しても重量におけるメリットは少ない。一般的にオプション設定されるアルミホイールの多くは鋳造が用いられている。また鍛造に比べて価格も安い傾向にある。

### 鍛造ホイール
鍛造アルミホイールは、アルミニウム合金を鍛造（高圧プレス、加熱、裂開、圧縮進展、熱処理など）成型する。生産に手間を要するために高価であり、成型時のデザイン自由度に制限がある。しかし、鋳造に比べて強度が優れ軽量に作ることができるメリットがある。その硬度故に引っ張り強度には強いが曲げ強度に弱いという側面も持つ。
最近では合金材料や製造技術が進歩し、コストもしだいに低くなっており、一部の高級車や軽量化を徹底したハイブリッド車などではライン装着（純正標準装着）にも採用されている。

### ワイヤースポークホイール
アルミニウム合金で製造されたセンターフランジとリムをステンレスワイヤースポークでバイアスに張り組みして形成される。軽量かつ高剛性だがスポークの張力管理が煩わしいという欠点がある。かつては競技用車両やスポーツカー、GTカーに重用されていた。しかし重量で遜色なく寿命は短いが手間があまりかからないマグネシウム合金一体鋳造ホイールが実用化され、競技需要では1960年代後半に、スポーツカー、GTカーでは70年代に取って代わられた。